# Hans-Günter Schwarz
Hans-Günter Schwarz (*  23. Juni 1941 in Albersweiler in Rheinland-Pfalz) ist ein deutscher Weinbautechniker, Kellermeister  und Weingutverwalter.

## Vita
Schwarz verlor früh seine Eltern und wuchs mit fünf älteren Geschwistern auf. Sein ältester Bruder wurde sein Vormund und war Betriebsleiter bei einem Pfälzer Weingut. Über ihn kam er zum Weinbau. Er wurde Weinbautechniker durch ein zweisemestriges Studium an der Bayerischen Landesanstalt für Weinbau und Gartenbau und einem anschließenden Praktikum im fränkischen Veitshöchheim.
Während der Ausbildung lernte er Heinrich Catoir kennen, der ihn als Betriebsleiter zum Familienweingut Müller-Catoir nach Neustadt an der Weinstraße holte. Er blieb dem Weingut bis 2001 als Kellermeister und Weingutverwalter erhalten. International bekannt wurde Schwarz durch seinen schonende Weinbehandlung und besonders durch die sorgfältige Pflege der Reben und Rebstöcke. Sein „Kontrolliertes Nichtstun“ stand stilprägend für viel Arbeit im Weinberg und umgekehrt wenig in der Verarbeitung im Keller. Darüber hinaus hat er sich einen legendären Ruf als Ausbilder für Winzer erworben.

## Rezeption
John Winthrop Haeger bezeichnet ihn in seinem Buch „Riesling Rediscovered“ als Deutschlands einflussreichster Winzer, der durch niedrige Erträge und nicht-interventionistische Weinbereitung bekannt geworden sei. Auch Hugh Johnson nennt ihn im Buch Der kleine Johnson als ein Wegbereiter der Weinbereitung mit möglichst wenigen Eingriffen von außen. Terry Theise nennt ihn im Buch What Makes a Wine Worth Drinking „den großen Kellermeister der Neuzeit“, und im Buch Reading Between the Wines den größten Kellermeister Deutschlands des späten zwanzigsten Jahrhunderts. Auch im Oxford Companion to Wine wird seine Bedeutung für und sein Einfluss auf zwei Generationen von Winzern hervorgehoben.